# Heimo Reinitzer
Heimo Reinitzer, född 24 september 1943, är en friidrottare från Österrike. Han deltog vid olympiska sommarspelen 1968 och olympiska sommarspelen 1972.